# Mensurconvent

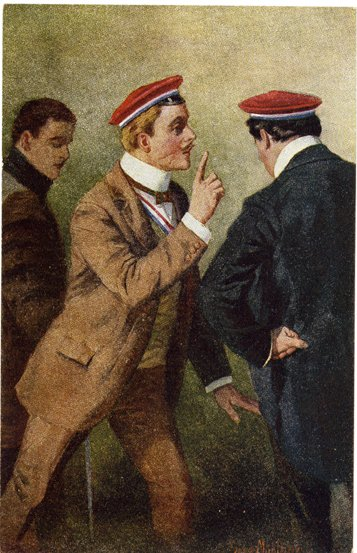
Georg Mühlberg: „Mensurkritik“. Verbindungsstudenten nehmen in einer Pause die Bewertung einer gerade stattfindenden Mensur vor, im Hintergrund wartet der Sekundant auf die Entscheidung über eine eventuelle Abfuhr.

Der Mensurconvent (auch Mensur(en)konvent oder -versammlung, bei Corps auch Mensurencorpsburschenconvent (MCC)) ist das beschlussfassende Organ einer schlagenden Verbindung, das über die Gültigkeit einer gerade stattfindenden oder soeben beendeten Mensur für ihren Paukanten entscheidet.

## Geschichte
In den 1850er Jahren wurde die Bestimmungsmensur eingeführt, die nach und nach das Duell mit dem Schläger ersetzte. Bis in die 1870er Jahre hinein war es aber unüblich, Mensuren im Nachhinein auf Conventen zu besprechen.
Im Kaiserreich wurde dann die Mensurenkritik eingeführt, die im Rahmen eines Mensurconvents von den anwesenden Mitgliedern der Verbindung geäußert wurde. Diese gruppierten sich während der Mensur so, dass sie den eigenen Paukanten und sein Verhalten gut im Blick hatten. Um das Ansehen der eigenen Verbindung zu bewahren, wurden das regelgerechte Verhalten des Paukanten sowie seine Haltung, d. h. insbesondere das ungerührte Hinnehmen eventueller Verletzungen bewertet.

## Bedeutung
Der Mensurconvent bewertet nicht das fechterische Ergebnis, also die Frage, ob der eigene Fechter mehr Treffer ausgeteilt oder eingesteckt hat, und auch nicht die Frage, ob nach dem Comment gefochten wurde, denn das entscheidet der Unparteiische. 
Der Mensurconvent befindet über die Frage, ob der eigene Fechter sich so auf der Mensur verhalten hat, wie die eigene Verbindung das von seinen Mitgliedern erwartet. Dabei wird nach verschiedenen Kriterien vorgegangen, die von den einzelnen Verbindungen unterschiedlich formuliert werden, aber im Prinzip überall dasselbe bedeuten. 
So ist es wichtig, dass der Fechter zeigt, dass er in der Ausnahmesituation einer Mensur seine Affekte unter Kontrolle hat und Stehvermögen beweist. Ein Wanken und Weichen oder gar Angstreaktionen wie Wegziehen des Kopfes sind dabei verpönt und werden geahndet. Auch das sog. Liegenbleiben, also das Unterbrechen des kontinuierlichen Schlagens nach dem Kommando „Los“ und vor dem Kommando „Halt“, sind mit Sanktionen verbunden. Der Mensurconvent legt auch Wert auf die Tatsache, dass der Fechter fechttechnische Leistungen zeigt, die seinem Ausbildungsstand und dem gültigen Regelwerk, auf Grundlage dessen die jeweilige Mensur gefochten wird, entsprechen.
Wenn eine Mensur gar nicht den Anforderungen genügt, kann der Mensurconvent entscheiden, dass die Partie nicht „zieht“. Dies kann auch in einer Pause vor Ende der Mensur beschlossen werden. Der Fechter wird dann in aller Regel abgeführt, das heißt, die Partie wird einseitig beendet. Für den Gegenpaukanten ist die Partie damit kürzer, was für ihn aber keine negativen Auswirkungen hat.
Eine negative Entscheidung des Mensurconvents wird in der Regel von den Beteiligten mehr gefürchtet als eine körperliche Verletzung. Der Betroffene verliert eventuelle Ämter und steht in der „Reinigung“, das heißt, er muss sich durch meist eine weitere Mensur nach denselben Regeln rehabilitieren. In letzter Konsequenz kann ein wiederholtes „Nichtziehen“ von Mensuren den Verlust der Mitgliedschaft in einer schlagenden Verbindung zur Folge haben. Eine solche Entscheidung stellt in Zeiten knappen Nachwuchses hohe Anforderungen an die Prinzipientreue einer Verbindung. So entscheidet denn auch oft diese Prinzipientreue und die Konsequenz in der „Mensurauffassung“ über das fechterische Ansehen einer schlagenden Verbindung.
In einigen Arten von Verbindungen können Inhaber eines Vorstandsamtes (siehe auch: Charge (Studentenverbindung)) nur nach einer ziehenden Partie für das laufende Semester definitiv in ihr Amt gewählt werden, das sie bis dahin nur vorläufig (ad interim) innehaben können.
Die Beschlüsse werden demokratisch gefällt, Entscheidungen werden meistens mit der einfachen Mehrheit getroffen, teilweise sind auch qualifizierte Mehrheiten nötig, um eine Mensur für genügend zu erklären. Bei Stimmengleichheit gibt die Stimme des Leitenden, also in der Regel des Conseniors oder des Fecht-Chargierten, den Ausschlag. Bei bestimmten Beschlüssen (Abfuhr aus moralischen Gründen) kann aber bei manchen Verbindungen auch ein Quorum unterhalb der einfachen Mehrheit Entscheidungen treffen.